# بيدرو ونايت
بيدرو ونايت هو بواق كوبي، ولد في 30 سبتمبر 1921 في ماتانزاس في كوبا، وتوفي في 3 فبراير 2007 في لوس أنجلوس في الولايات المتحدة.

## وصلات خارجية
- بيدرو ونايت على موقع ميوزك برينز (الإنجليزية)
- بيدرو ونايت على موقع ديسكوغز (الإنجليزية)